# Ямамото, Исороку
Исороку Ямамото (яп. 山本 五十六 ямамото исороку, 4 апреля 1884 — 18 апреля 1943) — маршал флота Японии (18 апреля 1943, посмертно), главнокомандующий Объединённым флотом Японской империи во время Второй мировой войны, выпускник Академии военно-морского флота Японской империи, Военно-морского колледжа США и Гарвардского университета (1919—1921).
Ямамото занимал несколько важных постов во флоте Японской империи и провёл в нём ряд реформ, повлиявших на развитие японской военно-морской авиации. Адмирал Ямамото был главнокомандующим японским ВМФ в начальный и наиболее успешный для Японии период войны в Тихом океане; он разработал планы таких боевых операций, как нападение на Пёрл-Харбор и Мидуэйское сражение. Погиб во время инспекционного вылета на фронтовые позиции на Соломоновых островах, когда его самолёт был сбит американскими истребителями Локхид P-38 «Лайтнинг». Его смерть нанесла огромный удар по духу японских войск во время Второй мировой войны.

## Семейные корни

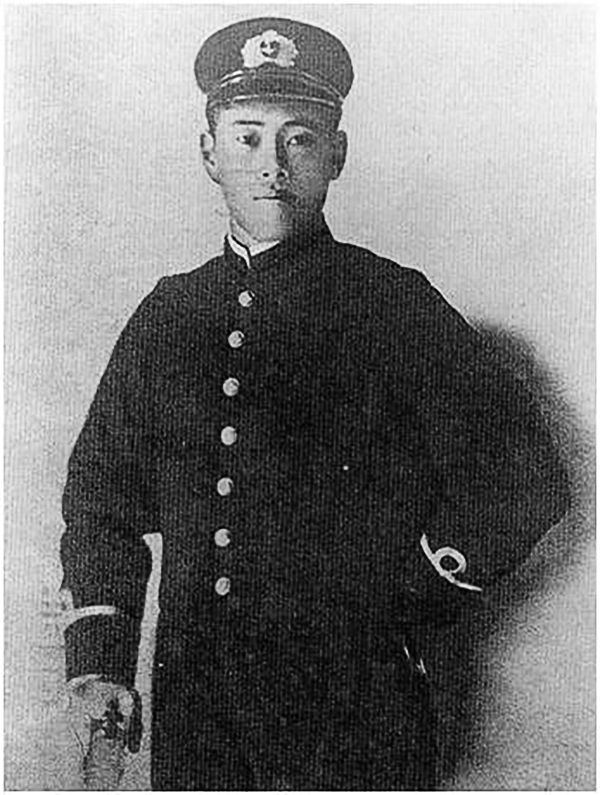
Ямамото в 1905 году.

Ямамото родился в городе Нагаока префектуры Ниигата в семье обедневшего самурая княжества Нагаока по имени Садаёси Такано. «Исороку» в старояпонском языке означает «56» — возраст отца при его рождении. В 1916 году Исороку был усыновлён семьёй Ямамото и принял эту фамилию. Такая практика была очень распространена в Японии — семьи, в которых не было мальчиков, усыновляли подходящих детей, чтобы сохранить свою фамилию. В 1918 году Исороку женился на Микава Рэйко (яп. 三橋 玲子). В его семье было четверо детей: два сына и две дочери. Семья жила очень бедно: юный Такано Исороку мог полакомиться любимыми трёхцветными данго (с красными бобами, соевой мукой и кунжутом) лишь раз в год. Поэтому и в зрелом возрасте он удивлял окружающих, пытаясь наверстать упущенное. Учившийся с ним Моримура Исаму отмечал в нём «детские черты».

## Военная карьера и судьба

### Ранняя карьера
После окончания Академии военно-морского флота в 1904 году Ямамото служил на крейсере «Ниссин» во время Русско-японской войны. Получил ранение в Цусимском сражении при взрыве орудия на крейсере «Ниссин», потеряв два пальца (указательный и средний) на левой руке, также получил множественные осколочные ранения. Позже из-за этого увечья гейши дали ему прозвище «80 сэн», так как обычно они брали за маникюр 100 сэнов (по 10 за каждый палец). В 1914 году он закончил Военно-морской колледж высшего командного состава и получил звание лейтенант-коммандера в 1916 году.

### В преддверии войны, 1920—1930-е годы
В политическом отношении Ямамото был сторонником мирного решения всех конфликтов. Он был решительно против войны с Соединёнными Штатами — эта позиция появилась в результате его обучения в Гарварде, службы помощником адмирала и службы военно-морским атташе (два раза) в Вашингтоне. Он был повышен до звания капитана в 1923 году, а в 1924 году, когда ему исполнилось 40, он сменил специализацию с морской артиллерии на морскую авиацию. Первым кораблём под его командой стал крейсер «Исудзу» в 1923 году, а следующим — авианосец «Акаги». Ямамото был большим сторонником военно-морской авиации и в чине вице-адмирала, до занятия поста командующего 1-м авианосным дивизионом, служил начальником отдела аэронавтики.
Он принял участие во второй Лондонской морской конференции в 1930 году в звании контр-адмирала, и уже в звании вице-адмирала — в Лондонской мореходной конференции 1934 года. Японское правительство считало, что кадровый военный специалист обязан сопровождать дипломатов во время обсуждения сокращения вооружений. Ямамото лично не поддерживал ни вторжение в Маньчжурию в 1931 году, ни последующую войну с Китаем, которая началась в 1937 году, ни Берлинский пакт 1940 года с гитлеровской Германией и фашистской Италией. Как заместитель министра военно-морских сил, он извинился перед послом Соединённых Штатов Джозефом Кларком Грю за бомбардировку канонерской лодки «Панэй» (англ. USS Panay) в декабре 1937 года. Позиция Ямамото сделала его мишенью для критики японских милитаристов.
Ямамото, в отличие от «партии флота», видел большое будущее за авианосцами, однако не имел возможности оказать влияние на соотношение строящихся линкоров и авианосцев. Начиная с 1934 года, он оппонировал высокопоставленным адмиралам Накамуре Рьозо и Суецуго Нобумаса — сторонникам строительства линкоров. Мнение Ямамото не было принято во внимание, и в 1936 году было принято решение о строительстве ещё двух суперлинкоров «Ямато» и «Мусаси».

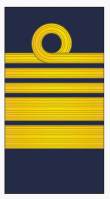
Знак отличия (Адмирал) Исороку Ямамото

На протяжении всего 1938 года большое число офицеров армии и флота начали публично высказываться против некоторых японских адмиралов. Особой критике подверглись Ямамото, Мицумаса Ёнай и Сигэёси Иноуэ из-за их сильного неодобрения Берлинского пакта с Германией и из-за их оппозиции так называемым «Японским природным интересам». К Ямамото стекался нескончаемый поток полных ненависти писем от его противников, а также и прямые угрозы от японских националистов, однако он очень спокойно воспринимал возможность покушения на свою жизнь. Адмирал писал:
Погибнуть за императора и за Родину — это наивысшая честь для военного человека. Цветы восходят в поле, где прошёл тяжкий, храбрый бой. И даже под угрозой смерти боец будет вечно верен императору и его земле. Жизнь и смерть одного человека ничего не значит. Империя превыше всего. Как говорил Конфуций: «Можно раздавить киноварь, но нельзя лишить её цвета; можно сжечь цветы, но нельзя уничтожить их запах». Они могут уничтожить моё тело, но они никогда не смогут покорить мою волю.
Потеряв терпение из-за непоколебимой позиции Ямамото по отношении к Антикоминтерновскому пакту, японская армия приказала военной полиции «охранять» адмирала; это была попытка армии держать его под контролем. 30 августа 1939 года он был переведён из министерства военно-морских сил в море в качестве главнокомандующего Объединённым флотом. Это была одна из последних попыток Мицумасы Ёнаи, исполняющего обязанности министра военно-морских сил в правительстве барона Хиранумы, защитить Ямамото от покушений на его жизнь. Ёнаи был уверен, что если Ямамото останется на берегу, то он будет убит до окончания 1939 года. Ямамото был повышен в звании до полного адмирала 15 ноября 1940 года.
После того как генерал Хидэки Тодзио вступил на пост премьер-министра 18 октября 1941 года, многие люди, следившие за политикой, считали, что карьера Ямамото окончена. Тодзио был ярым противником Ямамото ещё с тех дней, когда последний служил заместителем министра военно-морских сил Японии, а Тодзио был главным сторонником захвата Маньчжурии. Существовало широкое мнение, что Ямамото будет назначен командующим военно-морской базы в Йокосуке — «тёплое местечко с понижением по службе, большим домом и абсолютно без какой-либо власти». Но на следующий после объявления состава нового кабинета Японии день, ко всеобщему удивлению, Ямамото был оставлен на своём посту, несмотря на все его разногласия с генералом Тодзио и другими чинами армии, которые были сторонниками войны с Европой и Америкой. Главными причинами, по которым Ямамото сумел удержать свою политическую позицию, были его безграничная популярность во флоте, где он всегда с уважением относился к морякам и офицерам, и его близкие связи с семьёй императора. Император Хирохито разделял с Ямамото его глубокое уважение к Западу. Ещё одной причиной, скорее всего, было понимание командования японского флота, что:
Никогда ещё не было более компетентного офицера, чем адмирал Ямамото, который мог бы привести Объединённый флот к победе над врагом. Его отважный план атаки на Пёрл-Харбор прошёл через все кабинеты министерства военно-морских сил, и после многочисленных сомнений его коллеги адмиралы пришли к единому выводу, что Ямамото был совершенно прав, когда заявил, что надежда на победу Японии в (предстоящей) войне ограничена временем и нефтью. Любой здравомыслящий офицер флота прекрасно знает о постоянно увеличивающемся дефиците нефти. Если противник сумеет серьёзно подорвать японские торговые перевозки, то флот окажется в ещё большей опасности.
По этим причинам Ямамото остался на своей должности. Но поскольку самый высокий пост Японии был в руках генерала Тодзио, было совершенно ясно, что армия потянет за собой флот в войну, в исходе которой Ямамото сильно сомневался:
Если разразится военный конфликт между Японией и Соединёнными Штатами, будет недостаточно захвата Гуама и Филиппин, и даже Гавайских островов и Сан-Франциско. Нам будет нужно маршировать до самого Вашингтона и подписать капитуляцию Америки в Белом доме. Я сомневаюсь, что наши политики (которые говорят о японо-американской войне с такой беззаботностью) уверены в победе и готовы принести нужные жертвы.
Но, несмотря на всё, Ямамото принял возможность предстоящей войны и планировал быструю кампанию, начиная с уничтожения флота США в Пёрл-Харборе и одновременного нанесения ударов по районам Юго-Восточной Азии, богатым нефтью и каучуком, особенно по Голландской Ост-Индии, Борнео и Британской Малайе.
Ямамото был против строительства линейных кораблей «Ямато» и «Мусаси»: с его точки зрения это было не самое умное использование финансовых и технических ресурсов. Он был основным оппонентом доктрины «Kantai Kessen», предполагавшей сосредоточение всех усилий японского флота на решающем сражении с американским в обороне на заранее подготовленной позиции. Ямамото считал, что единственным шансом Японии является перехват инициативы и нанесение американцам ряда тяжёлых поражений в самом начале войны, которые могут вынудить американское общество согласиться на приемлемый для Японии мир.
Ямамото провёл ряд преобразований в военно-морской авиации Японской империи. Несмотря на то, что адмирал получил наибольшую известность за свою работу с авианосцами, преимущественно из-за Пёрл-Харбор и Мидуэй, ещё больший вклад Ямамото внёс в развитие береговой авиации, особенно в разработку средних бомбардировщиков G3M и G4M. Его требования большей дистанции полёта и возможности вооружения самолётов торпедами возникли из-за японских планов уничтожения американского флота во время передвижения последнего через Тихий океан. В результате нужная дальность перелёта для бомбардировщиков была достигнута, однако истребителей сопровождения дальнего действия по-прежнему не было. Бомбардировщики были лёгкими, и с баками, полными горючего, они были особенно беззащитны против огня противника (баки японских самолётов были металлическими, а не фибровыми, и при попадании в них всегда загорались). За эти качества американцы прозвали G4M «Летающая Зажигалка» (англ. The Flying Cigarette Lighter). Смерть настигнет Ямамото в одном из таких самолётов.
Дальнобойность G3M и G4M сделала актуальной разработку дальнобойных истребителей. Частично это повлияло на требования по разработке А6М Зеро, который ценился за дальность полёта и манёвренность. Оба качества были приобретены за счёт облегчённой конструкции без брони и легкой воспламеняемости — недостатки, которые обрекли А6М на высокие потери в предстоящей войне.

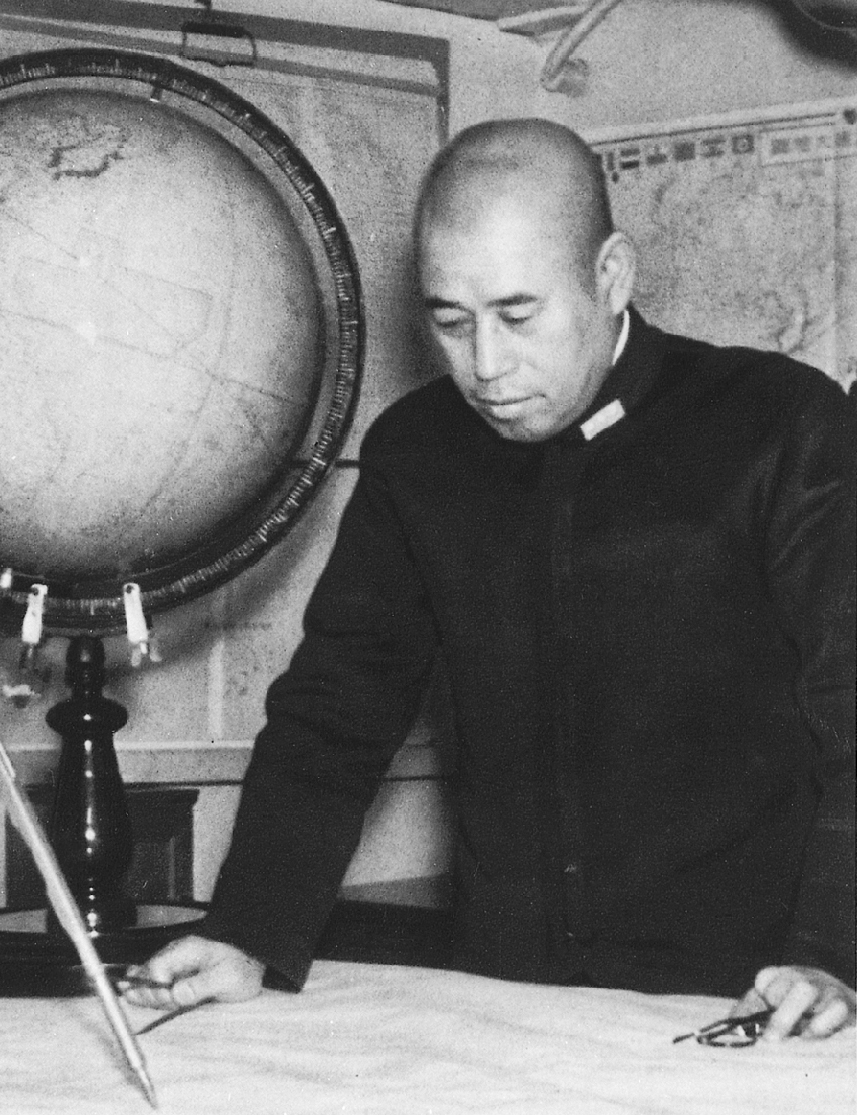
Адмирал флота Ямамото, архивное фото США

Япония двигалась всё ближе к войне в 1940 году, и Ямамото стремился как к стратегическим, так и к тактическим новшествам, часто со смешанными результатами. Под влиянием молодых и талантливых офицеров, таких как Минору Гэнда, Ямамото дал разрешение на реорганизацию японских авианосных сил в 1-й воздушный флот — кулак, который включал шесть самых больших авианосцев Японии. Это нововведение представляло собой мощную ударную силу, но также делало авианосцы компактной мишенью — две стороны одной медали, которые одинаково проявили себя во время войны. Ямамото был во главе формирования, похожего по своей организации на 1-й воздушный флот — берегового 11-го воздушного флота, который позже нейтрализовал американскую авиацию на Филиппинах и потопил британское соединение Зет, используя бомбардировщики G3M и G4M.
В январе 1941 года Ямамото пошёл ещё дальше и предложил радикальный пересмотр японской военно-морской стратегии. В течение двух десятилетий Генеральная Ставка Военно-морского флота Японской империи следовала по стопам доктрины капитана Альфреда Мэхэна. Япония планировала боевые действия с использованием лёгких сухопутных формирований, подводных лодок и береговой авиации, которые бы измотали американский флот во время переброски последнего через Тихий океан, после чего японский флот вступил бы в завершающее «Решающее сражение» в северном районе Филиппинского моря между островами Рюкю и Марианами, используя линейные корабли в соответствии с тактикой традиционной перестрелки.
Ямамото верно указал, что этот план не работал даже во время японских учений, и в то же время, осознавая истинный размер американского военного потенциала, он предложил добиться победы над США путём нанесения первого удара, таким образом сокращая противостоящие силы противника, а после этого вступить в «решающее сражение» как атакующая сторона вместо ведения оборонительных действий. Ямамото надеялся (но, скорее всего, не верил) на то, что американцы не перенесут такой страшный удар так рано в войне и захотят окончить этот конфликт дипломатическими методами. На самом деле послание, которое официально разорвало дипломатические отношения с Соединёнными Штатами, было доставлено с опозданием, и, как он и думал, американцы были преисполнены желания отомстить и не собирались вести переговоры. Размышления Ямамото на эту тему годы спустя были драматически переданы в монологе «О спящем исполине», приписанном ему в фильме «Тора! Тора! Тора!».
Впоследствии, оставшиеся в живых сослуживцы Ямамото задавали вопрос, почему при его уверенности в невозможность военной победы над США (основанной на объективных источниках о ресурсах Японии и США) адмирал не выступил решительно против нападения на США (хотя его отношение к вопросу как к тому, с чем он решительно не согласен, осталось отражено в личных письмах). Приводились такие доводы: Ямамото не мог рассчитывать на победу своей точки зрения и быть проигравшим, но возлагал надежды на вмешательство императора; как военный, он неосознанно стремился проверить выработанные планы, испытать в бою блестяще подготовленные кадры морской авиации. Весомым аргументом партии войны в пользу её начала оказались большие флотские запасы в 5,5 млн.т нефти, при обычном годовом расходе флотом 2 млн.т, что позволило проигнорировать эмбарго для захвата источников в Голландской Индии.
Штаб Военно-морского флота отказался принять план, предложенный Ямамото. В результате, чтобы добиться своего, тот был вынужден подать заявление об уходе в отставку, используя свою популярность во флоте. Адмирал Осами Нагано и остальной штаб, в конце концов, прогнулись под его давлением, но пока только согласились провести атаку на Пёрл-Харбор. Элемент внезапности имеет долгую традицию в военном деле в начале многих войн, и Япония решила использовать этот тактический ход — в случае успеха атака давала им шесть месяцев для захвата ресурсов Голландской Ост-Индии без вмешательства американского флота.
1-й воздушный флот начал приготовления для налёта на Пёрл-Харбор, попутно решая множество технических проблем, включая пуск торпед в мелководье Пёрл-Харбора и производство бронебойных бомб путём механической обработки снарядов от корабельных орудий.

### Атака на Пёрл-Харбор, декабрь 1941 года

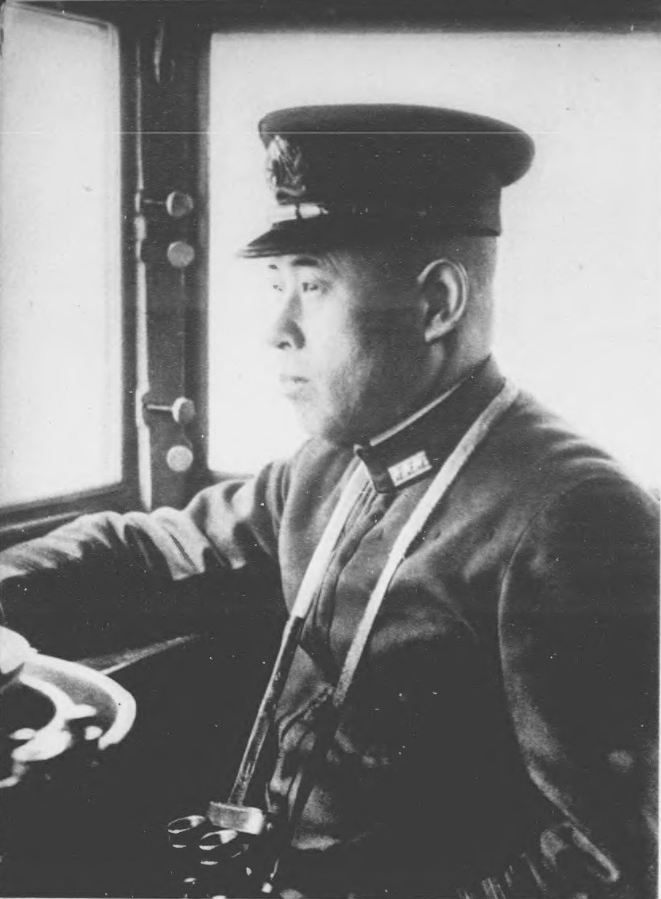
Ямамото в 1941 году.

Как и планировал Ямамото, 1-й воздушный флот в составе шести авианосцев с почти 400 самолётами на борту открыл боевые действия против США 7 декабря 1941 года, выслав около 350 самолётов против Пёрл-Харбора в две волны. Эта атака была тактически успешна, так как она выполнила многие поставленные боевые задачи: потопить, по крайней мере, четыре американских линкора и предотвратить вмешательство флота США в юго-западное наступление Японии по крайней мере на шесть месяцев.
В результате атаки 4 американских линкора были потоплены, 3 получили повреждения, 11 других кораблей — крейсера, эсминцы и вспомогательные суда были или потоплены, или серьёзно повреждены. Японские потери составили 29 самолётов сбитыми, более чем 111 получили повреждения различной степени тяжести; было потеряно 5 карликовых подводных лодок. Большинство повреждённых самолётов были пикирующими бомбардировщиками и торпедоносцами — из-за этого у японцев не осталось достаточно огневой мощи, чтобы развивать атаку далее. Командующий 1-м воздушным флотом вице-адмирал Тюити Нагумо приказал отступить. Позже Ямамото сурово критиковал решение Нагумо, поскольку тот не сумел использовать ситуацию, чтобы обнаружить и уничтожить американские авианосцы, которые отсутствовали в гавани, или продолжить бомбардировку стратегических объектов на острове Оаху. Нагумо ничего не мог выяснить о местонахождении американских авианосцев; в этой ситуации, если бы он выслал свои самолёты на их поиск, он рисковал быть обнаруженным и атакованным американскими силами до возвращения своих лётчиков. Его бомбардировщики не имели нужного боевого груза для атаки ремонтных доков и судостроительных мастерских или даже топливных хранилищ (содержавших 530 тыс. тонн — 10-месячный запас для всего тихоокеанского флота США), уничтожение которых могло нанести гораздо больший урон, чем бомбардировка самих кораблей (Честер Нимиц заявлял, что это продлило бы войну на два года). В любом случае, после двух волн атаки уже не оставалось достаточно дневного света, чтобы послать и вернуть обратно ещё одну волну самолётов, и у эсминцев сопровождения Нагумо не было достаточно топлива для длительного дрейфа. Многого из того, что мечтал сделать Ямамото, не удалось достигнуть, но Нагумо никоим образом не был наказан за отступление, которое также было предусмотрено изначальным планом.
На обратном пути приказом Ямамото оперативное соединение Нагумо должно было атаковать остров Мидуэй (приказ гласил: «На обратном пути ударной группе, если позволят условия, нанести удар по Мидуэю и вывести его из строя раз и навсегда»), однако Нагумо не выполнил этот приказ со ссылкой на плохую погоду. Со слов Тосио Ёсиды, офицера разведки военно-морского штаба, Нагумо был оскорблён приказом, сказав: «все равно что попросить юного борца-сумоиста, который только что победил великого чемпиона, по дороге домой купить немного овощей на ужин». В результате атака Мидуэя была произведена лишь спустя полгода.
С ближней стратегической точки зрения атака тоже удалась — американские силы были не способны вмешаться в завоевание Голландской Ост-Индии в течение шести месяцев, но не с точки зрения Ямамото, который считал эту атаку бессмысленной. Военно-морские силы США отказались от всех планов по атаке через Тихий океан к Филиппинам ещё накануне войны в 1935 году в соответствии с военным планом «Орандж». В 1937 году ВМС США ещё больше убедились, что только мобилизация личного состава флота военного времени займёт не менее шести месяцев, а неимоверное количество остального оборудования, необходимого для пересечения Тихого океана, просто не существовало, и его производство заняло бы ещё два года после начала войны. В 1940 году главнокомандующий морскими операциями американский адмирал Харольд Старк (англ. Harold Stark) составил «План Дог» (англ. Plan Dog), в котором делалась ставка на оборонительную войну в Тихоокеанском театре, пока США концентрирует ресурсы против Германии, а Тихоокеанскому флоту адмирала Хасбанда Киммеля (англ. Husband Kimmel) предписывалось просто удерживать японцев в восточной части океана подальше от путей сообщения с Австралией.

На политическом уровне эта атака окончилась полным фиаско для Японии, возбудив гнев американцев и желание отомстить за «трусливую атаку». Но Япония начинала все свои современные войны таким образом, и все ожидали, что она сделает это ещё раз — только не в Пёрл-Харборе. Шок от атаки в неожиданном месте, с такими огромными потерями, и игра «не по правилам», без официального объявления войны (из-за неважной работы японского посольства нота об объявлении войны была передана после начала атаки) буквально раскалили общественное мнение Америки — мстить без пощады. В середине 1941 года премьер-министр Японии Фумимаро Коноэ попросил Ямамото высказать мнение об исходе возможной войны с Соединенными Штатами. Ответ Ямамото широко известен: Если поступит приказ вступить в бой 
я буду неудержимо двигаться вперёд в течение половины или целого года, но я отнюдь не ручаюсь за второй или третий год
Это предсказание воплотилось в жизнь, когда Япония с лёгкостью захватывала территории и острова в первые шесть месяцев войны, а потом понесла тяжелейшее поражение в Мидуэйском сражении 4—7 июня 1942 года — в битве, которая изменила соотношение сил в Тихом океане в пользу США и позволила Америке начать наступательные действия против Японии на Гуадалканале.

### Шесть месяцев побед. Декабрь 1941 — май 1942
Добившийся нейтрализации большинства кораблей американского флота в Пёрл-Харборе, Объединённый флот Ямамото развернулся для исполнения большого японского стратегического плана, разработанного Императорской армией Японии и Генеральным штабом Военно-морского флота. 1-й воздушный флот продолжил круговое движение по Тихому океану, нанося удары по американским, австралийским, голландским и британским базам, от острова Уэйк к Австралии и Цейлону (теперь Шри-Ланка) в Индийском океане. 11-й воздушный флот сумел нанести удар по самолётам американской 5-й воздушной армии на Филиппинах, пока те ещё были на аэродромах, буквально в считанные часы после Пёрл-Харбора, а потом в открытом море потопили британскую группировку Зет (линкор «Принц Уэльский» и линейный крейсер «Рипалс»).
Под командой талантливых подчинённых Ямамото, вице-адмиралов Дзисабуро Одзавы, Нобутакэ Кондо и Ибо Такахаси, японцы подавили сопротивление остатков американских, британских, голландских и австралийских морских формирований в Голландской Ост-Индии с помощью высадки морских десантов и нескольких морских сражений, которые завершились Битвой в Яванском море 27 февраля 1942 года. После оккупации Голландской Ост-Индии и доведения американских позиций на Филиппинах до мелких очагов сопротивления на Батаанском полуострове и острове Коррегидор, японцы захватили «Южную сырьевую зону» с её нефтью и каучуком.
Достигнув начальных целей с удивительной скоростью и лёгкостью, воюя с плохо подготовленным противником, Япония остановилась, чтобы обдумать её следующий ход. Поскольку ни Британия, ни Америка не желали вести переговоры, японцы стали думать, как укрепить и удержать их новые территории, а также как покорить или вывести из войны одного или нескольких противников.
Для этой стадии были разработаны различные планы, включая бросок на запад к Индии, на юг — к Австралии и на восток — к США. Ямамото принимал активное участие в обсуждении этого вопроса, поддерживая разные планы в разное время, с различным энтузиазмом и для разных целей, включая свои собственные.
Некоторые планы были довольно грандиозными, предусматривая оккупацию Индии или Австралии, захват Гавайских островов. Но все они были забракованы, так как армия не могла выделить достаточное количество формирований из Китая для реализации первых двух планов и транспортные средства для оставшихся двух (военные транспорты были распределены и цепко удерживались между флотом и авиацией). Вместо этого имперский Генеральный штаб поддержал решение о наступлении армии на Бирму в надежде соединиться с индийскими националистами и начать там революцию против британского правительства, атаковать Новую Гвинею и Соломоновы острова, чтобы перерезать морские пути сообщения между Австралией и Соединёнными Штатами. Ямамото настаивал на «Решающем сражении», чтобы добить остатки американского флота, но более консервативные офицеры Генерального штаба ВМФ не хотели рисковать.
В середине обсуждения планов воздушный налёт Дулиттла (англ. Dolittle Raid) ударил по Токио и прилегающим районам, показав штабным офицерам возможности американских авианосцев и здравость плана Ямамото. Генеральный штаб согласился на Мидуэй — операцию Ямамото, идущую в ногу с планом вторжения на Алеутские острова, которое впоследствии стало первой из операций против путей сообщения Австралии и Америки.
Ямамото начал быструю разработку планов по Мидуэю и Алеутам и в то же время сформировал группировку под командованием контр-адмирала Такэо Такаги, включив в неё 5-й авианосный дивизион (новые крупные авианосцы «Сёкаку» и «Дзуйкаку») для поддержки захвата островов Тулаги и Гуадалканал, которые были нужны для создания морских и авиационных плацдармов, а также города Порт-Морсби на южном берегу Папуа-Новой Гвинеи — плацдарма для наступления на Австралию.
Операция по захвату Порт-Морсби вышла совсем иначе, чем планировалось. Несмотря на то, что острова Тулаги и Гуадалканал были взяты, флот на пути к Порт-Морсби был вынужден ретироваться после того как Такаги столкнулся с американскими авианосцами и вступил в сражение в Коралловом море в начале мая. Японцы потопили американский авианосец «Лексингтон» (англ. Lexington), потеряв при этом свой менее крупный авианосец, но «Сёкаку» был повреждён до такой степени, что нуждался в доковом ремонте. Американский зенитный огонь и истребители, а также и японские операционные неудачи заметно потрепали пикирующие бомбардировщики и торпедоносные самолёты на «Сёкаку» и «Дзуйкаку». Эти потери оставили «Дзуйкаку» без действия, пока не прибыли новые самолёты и не были обучены лётчики.

### Битва за Мидуэй. Июнь 1942
План Ямамото для Мидуэйской операции был продолжением его усилий по нейтрализации Тихоокеанского флота США на достаточно долгое время, которое позволило бы укрепить японский периметр обороны на цепи Тихоокеанских островов.
Долгое время существовало мнение, что Япония собиралась выманить американские силы — и, возможно, даже и авианосцы — на север от Пёрл-Харбора, и, чтобы достичь этого, 5-й флот (два лёгких авианосца, пять крейсеров, 13 эсминцев и четыре транспорта) был послан против Алеутов с задачей атаковать Голландскую гавань и остров Уналашка, а также захватить дальние острова Кыска и Атту. Но современные исследователи японских документов обнаружили, что эта авантюра была идеей одного лишь Генерального штаба военно-морских сил и что Ямамото согласился провести эту операцию только в том случае, если будет одобрена его Мидуэйская операция.
Японский план заключался в том, что в то время, когда 5-й флот продвигается на Алеуты, 1-я быстроходная группа (4 авианосца, 2 линкора, 3 крейсера и 12 эсминцев) должна атаковать остров Мидуэй и разгромить всю авиацию противника, базирующуюся на нём. Когда авиация будет нейтрализована, 2-й флот (1 лёгкий авианосец, 2 линкора, 10 крейсеров, 21 эсминец и 11 транспортов) должен был высадить десант численностью 5000 бойцов и выбить американских морских пехотинцев с атолла.
Ожидалось, что после захвата Мидуэя американские авианосцы попадут в приготовленную ловушку на западе, где 1-я быстроходная группа вступит в бой и разгромит противника. После этого 1-й флот (1 лёгкий авианосец, 7 линкоров, 3 крейсера и 13 эсминцев), в содействии с элементами 2-го флота, должен будет очистить этот сектор от остатков сил противника и завершить разгром Тихоокеанского флота США.
Чтобы предотвратить какие-либо неожиданности, Ямамото решил провести две операции для подстраховки. Первой стал разведывательный воздушный вылет в Пёрл-Харбор (операция «К»), чтобы убедиться, что американские авианосцы находились именно там. Второй стала пикетная линия подводных лодок, которая должна была вовремя зафиксировать передвижение авианосцев противника к острову Мидуэй и таким образом дать возможность 1-й быстроходной группе, а также 1-му и 2-му флотам сгруппироваться для атаки по ним. Но получилось, что первая операция была отменена, а вторая началась с опозданием, и авианосцы были упущены.
Подготовка плана была очень быстрой и полна компромиссов, но в результате план вышел хорошо продуманным, организованным и осуществлялся в самый удобный для Японии момент. Против четырёх авианосцев, двух лёгких авианосцев, 11 линкоров, 16 крейсеров и 46 эсминцев, которые должны были участвовать в сражении, американцы имели возможность выставить лишь три авианосца, восемь крейсеров и 15 эсминцев. Перевес в силах был просто огромным, стороны были равны только по количеству самолётов и подлодок. Несмотря на все проблемы на стадии планирования, казалось, что Ямамото держит все козырные карты.
Но американские криптоаналитики сумели расшифровать японский военный код Д (ДжейЭн-25 в США) и узнали о планах операции до её начала. В результате американский адмирал Честер Нимиц, командующий Тихоокеанским флотом, сумел увильнуть от обеих мер подстраховки Ямамото и разместил свои меньшие силы, чтобы организовать разрушительную для японцев засаду. По расчётам Нимица, три авианосца плюс авиация на острове Мидуэй давали ему достаточно сил для уничтожения 1-й быстроходной группы Нагумо.
После  налёта японских гидросамолётов 14 мая Нимиц выделил минный тральщик для охраны запланированной заправочной точки «операции К», из-за чего японцы решили отменить эту операцию, оставив Ямамото без данных о позиции американцев (до сих пор не ясно, почему Ямамото разрешил ранний вылет, так как разведка до начала атаки была необходима для успеха операции). Нимиц также начал передвижение к Мидуэю раньше, чем предполагали японцы, и сумел разминуться с пикетом подлодок, сведя на ноль вторую страховочную меру Ямамото. Авианосцы Нимица затем расположились таким образом, чтобы захватить врасплох 1-ю быстроходную группу, когда она начнёт свою атаку на остров. Чисто символическое подразделение, состоящее из нескольких крейсеров и эсминцев, было послано в направлении Алеутов, без каких-либо надежд. 4 июня 1942 года, на несколько дней раньше предполагаемой Ямамото даты американского вмешательства в Мидуэйскую операцию, флот США, во многом благодаря случайному совпадению и смекалке пилотов, уничтожил четыре авианосца 1-й быстроходной группы — «Акаги», «Кага», «Сорю» и «Хирю». В ответ японские лётчики смогли лишь нанести критические повреждения авианосцу США «Йорктаун» (англ. Yorktown), разрушив его силовые установки. Оставленный корабельной командой, «Йорктаун» был уничтожен в процессе эвакуации в Пёрл-Харбор: японская подводная лодка нанесла удар в правый борт двумя торпедами, после чего авианосец затонул.
После того, как его авиация была уничтожена, а остальные силы ещё не перегруппировались для морского боя, Ямамото попробовал провести манёвр оставшимися силами, которых было ещё достаточно, чтобы заманить американцев в западню. Однако манёвр не удался, так как адмирал Рэймонд Спрюэнс (англ. Raymond A. Spruance) сумел быстро отойти на восток и встать в оборонительную позицию для защиты острова Мидуэй, думая (из-за ошибочного рапорта с подлодки), что японцы продолжают атаку на атолл. Не зная, что японцы расположили несколько линкоров (включая мощнейший «Ямато») в этом секторе, он не представлял, какому риску подвергаются его силы во время ночного боя, в котором крейсера и авианосцы были бы в очень невыгодном положении. Но так как он отвёл свои силы на восток, Спрюэнс сумел избежать подобного сражения. Правильно заключив, что сражение проиграно, Ямамото отменил дальнейшую атаку на Мидуэй и дал приказ на отступление.
Это поражение Ямамото считается одной из основных переломных точек в истории Второй мировой войны: разгром у атолла Мидуэй положил конец наступлению Японии на море. После потери четырёх авианосцев, множества самолётов и огромного числа опытных моряков и лётчиков японский флот лишился инициативы, он больше не мог поддерживать наступательные операции с прежней силой, война для Японии в Тихом океане превратилась из наступательной в оборонительную.
Мидуэйская операция Ямамото была широко раскритикована. Исследователи доказывают, что эта операция была слишком запутанной и не использовала принцип концентрации сил. Сторонники адмирала показывают, что такие же запутанные операции союзников были проведены с успехом, и причина поражения Ямамото лежит в превосходной работе радиоперехвата. Если бы Нагумо не был лишён нужных разведданных перед атакой, то расшифровка радиоперехвата и незапланированный бросок американских авианосцев не смогли бы сыграть большой роли.

### Война после Мидуэйского сражения
Мидуэйское сражение серьёзно затормозило японскую военную машину, но империя всё ещё имела достаточно ресурсов, чтобы перехватить инициативу. Япония планировала снова перейти в наступление, начиная с операции «ФС», которая была нацелена на захват островов Самоа и Фиджи, чтобы перерезать морские пути сообщения между Америкой и Австралией. Этой операцией они надеялись заблокировать американские и австралийские войска под командованием генерала Дугласа МакАртура на Новой Гвинее. Также продолжалось строительство аэродрома на Гуадалканале, которое было бельмом в глазу адмирала Эрнеста Кинга (англ. Ernest King), американского противника Ямамото.
Кинг настаивал в Объединённом комитете начальников штабов на идее скорейшей контратаки для того, чтобы не дать японцам опомниться и перегруппироваться. Эта идея была принята и началась с наступления на Гуадлаканал: десант был высажен на остров в августе 1942 года, тяжёлые затяжные бои продолжались до февраля 1943 года. Эта атака знаменовала собой начало войны на истощение — войны, которую Япония не могла себе позволить.
Адмирал Ямамото остался частично командовать только лишь для того, чтобы хоть как-то поддержать подорванный моральный дух Объединённого флота. Поражение в Мидуэйской операции сильно повредило его репутации, и Генеральный штаб Военно-морского флота не желал больше ввязываться ни в какие рискованные авантюры. Ямамото пришлось разрабатывать классическое оборонительное «Решающее сражение» — стратегию, которой он всегда противился.
Атака на Гуадалканал растянула японские коммуникации: японцы пытались одновременно наступать на Новой Гвинее, удерживать центральный Тихий океан и в то же время подготовить операцию «ФС». Операция «ФС» была отменена, и Япония попыталась сражаться на Новой Гвинее и Гуадалканале в одно и то же время. С растянутыми тылами, из-за нехватки боеприпасов, солдат и хронической неспособности японского командования наладить взаимодействие между армией и флотом эта японская попытка провалилась.
Ямамото провёл несколько мелких операций с использованием Объединённого флота, которые нанесли урон американским силам, но и сам понёс потери, которые Япония не могла себе позволить. Было предпринято три попытки отбить остров: две битвы авианосцев, которыми Ямамото командовал лично — в районе восточных Соломоновых островов и у острова Санта Круз, а также морской бой за Гуадалканал в ноябре. Все сражения проводились для поддержки армейских наступлений. Но исход каждой битвы был усугублен неспособностью японской армии выполнить её задачи на берегу. Флот Ямамото сумел нанести большой урон противнику, но и сам был сильно потрёпан, так как не смог вывести американцев в большую открытую битву.
Японцы понесли большие потери в пикирующих и торпедных бомбардировщиках и их экипажах, что ещё больше усугубило печальное положение авианосцев. Япония не могла обучить достаточное количество пилотов для восполнения потерь, и качество морской и береговой авиации стало резко падать. Особенно тяжёлыми были потери эсминцев в транспортных перевозках «Токийского экспресса». Империя уже испытывала недостаток в ресурсах, и использование боевых кораблей в конвойных целях было просто нелепым, поскольку размер перевозок был ничтожно мал из-за неподготовленности и непонимания их важности. После потери Гуадалканала в феврале 1943 года Япония больше не предпринимала никаких попыток провести большое сражение на Соломоновых островах, но мелкие стычки продолжались. Ямамото передвинул роль воздушной поддержки с потрёпанных авианосцев на береговую авиацию.

## Смерть

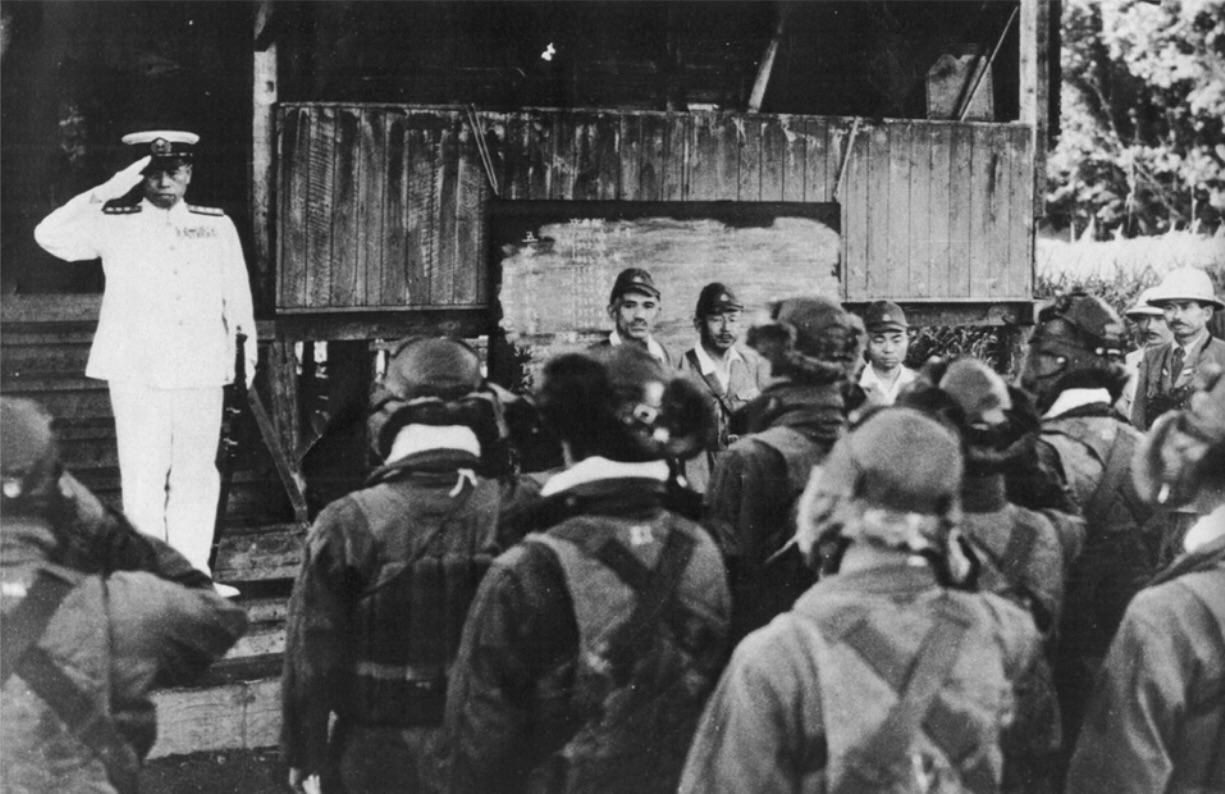
Адмирал Ямамото приветствует японских военно-морских пилотов в Рабауле за несколько часов до своей смерти 18 апреля 1943 года

### Утечка информации
Чтобы поднять боевой дух войск после поражения на Гуадалканале, Ямамото решил лично провести инспекцию войск южного Тихого океана. 14 апреля 1943 года, в рамках американской разведывательной операции под кодовым названием «Мэджик» (англ. Magic), была перехвачена и расшифрована радиопередача, которая содержала специфические детали о вылете Ямамото, включая расписание прибытия на все объекты, а также номера и тип самолётов, на которых он и его сопровождение будут передвигаться. Джон Пол Стивенс (англ. John Paul Stevens), который позже стал членом Верховного суда США, был в команде, которая расшифровала это послание. Из шифровки было ясно, что Ямамото полетит из Рабаула на аэродром Баллалае на острове Бугенвиль на Соломоновых островах утром 18 апреля 1943 года.
Президент США Франклин Д. Рузвельт попросил министра военно-морского флота Фрэнка Нокса (англ. Frank Knox) «достать Ямамото». Нокс передал пожелания президента адмиралу Честеру У. Нимицу. Адмирал Нимиц посоветовался с адмиралом Уильямом Хэлси-младшим, командующим южно-тихоокеанской группой, и после этого разрешил провести операцию 17 апреля с задачей перехватить и сбить самолёт Ямамото.

### Выбор исполнителей
Для проведения перехвата была выбрана 339-я истребительная эскадрилья 347-й истребительной группы 13-й воздушной армии, так как их машины P-38 «Лайтнинг» имели достаточную дальность полёта. Пилоты были уведомлены, что они будут проводить перехват «важного старшего офицера», но не были поставлены в известность об имени их цели.

### Бой 18 апреля. Гибель Ямамото
Утром 18 апреля, несмотря на советы местных командиров отменить полёт из-за опасения, что самолёт попадёт в засаду, Ямамото вылетел из Рабаула по расписанию на бомбардировщике «Бетти» (Ямамото сидел в рубке слева от пилота) для перелёта в 315 миль.
Вскоре после этого восемнадцать специально оборудованных дополнительными топливными баками P-38 поднялись с Гуадалканала (один не смог взлететь, один вернулся из-за поломки, ещё два упали в море). Они летели на очень малой высоте и поддерживали радиомолчание почти всё время перелёта на расстояние 430 миль, чтобы не быть обнаруженными. В 09:34 по токийскому времени группы встретились, и завязался воздушный бой между 14-ю P-38 (минимум двум не удалось сбросить дополнительные баки перед атакой и минимум двое других были вынуждены прикрывать их, так что численное превосходство американцев не было подавляющим) и шестью истребителями «Зеро» из группы сопровождения Ямамото.
Лейтенант Рекс Т. Барбер (англ. Rex T. Barber) атаковал первый из двух японских бомбардировщиков, который и был самолётом Ямамото. Барбер повредил левый мотор бомбардировщика, после чего развернулся, чтобы атаковать второй бомбардировщик; в этот момент самолёт Ямамото рухнул в джунгли. После битвы другой пилот, капитан Томас Джордж Ланфье (англ. Thomas George Lanphier, Jr.), пытался доказать, что именно он сбил главный бомбардировщик. Это заявление начало спор, который продолжался несколько десятилетий, пока специальная экспедиция не провела анализ направления пуль на месте крушения. Большинство историков в наше время относят самолёт Ямамото на счёт Барбера.

### Итоги боя

#### ВВС США
В данном бою погиб только лишь один американский пилот — лейтенант Рэймонд К. Хайн (англ. Raymond K. Hine). Его самолёт не вернулся на базу после того, как был подбит пилотом 504 авиагруппы Императорского флота Японии Сёити Сугитой. С учётом того, что истребителям пришлось драться на пределе радиуса действия, даже с дополнительными топливными баками подбитый лётчик не имел никаких шансов вернуться.

#### ВВС Японии

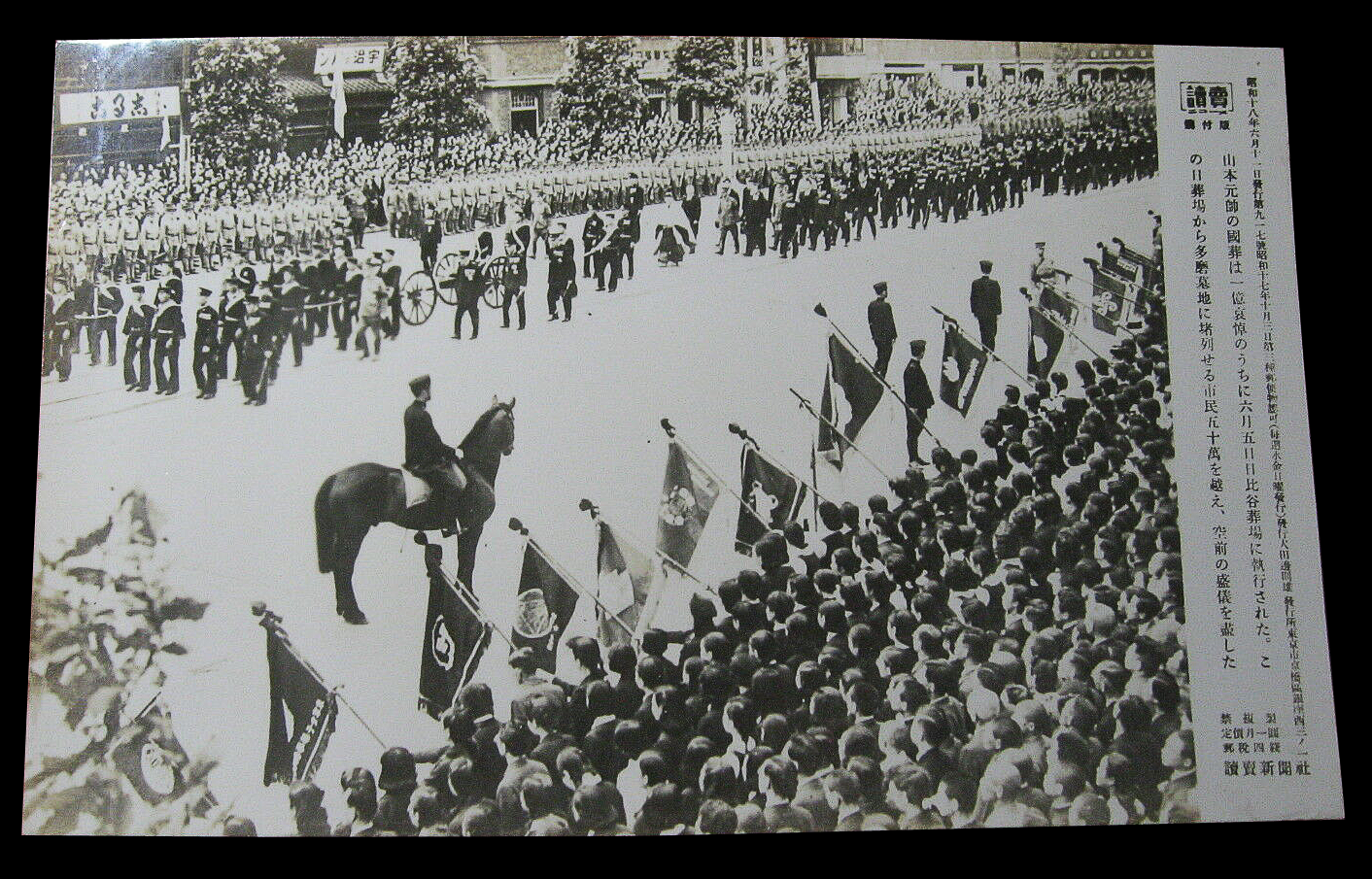
Государственные похороны Исороку Ямамото (5 июня 1943 г.)

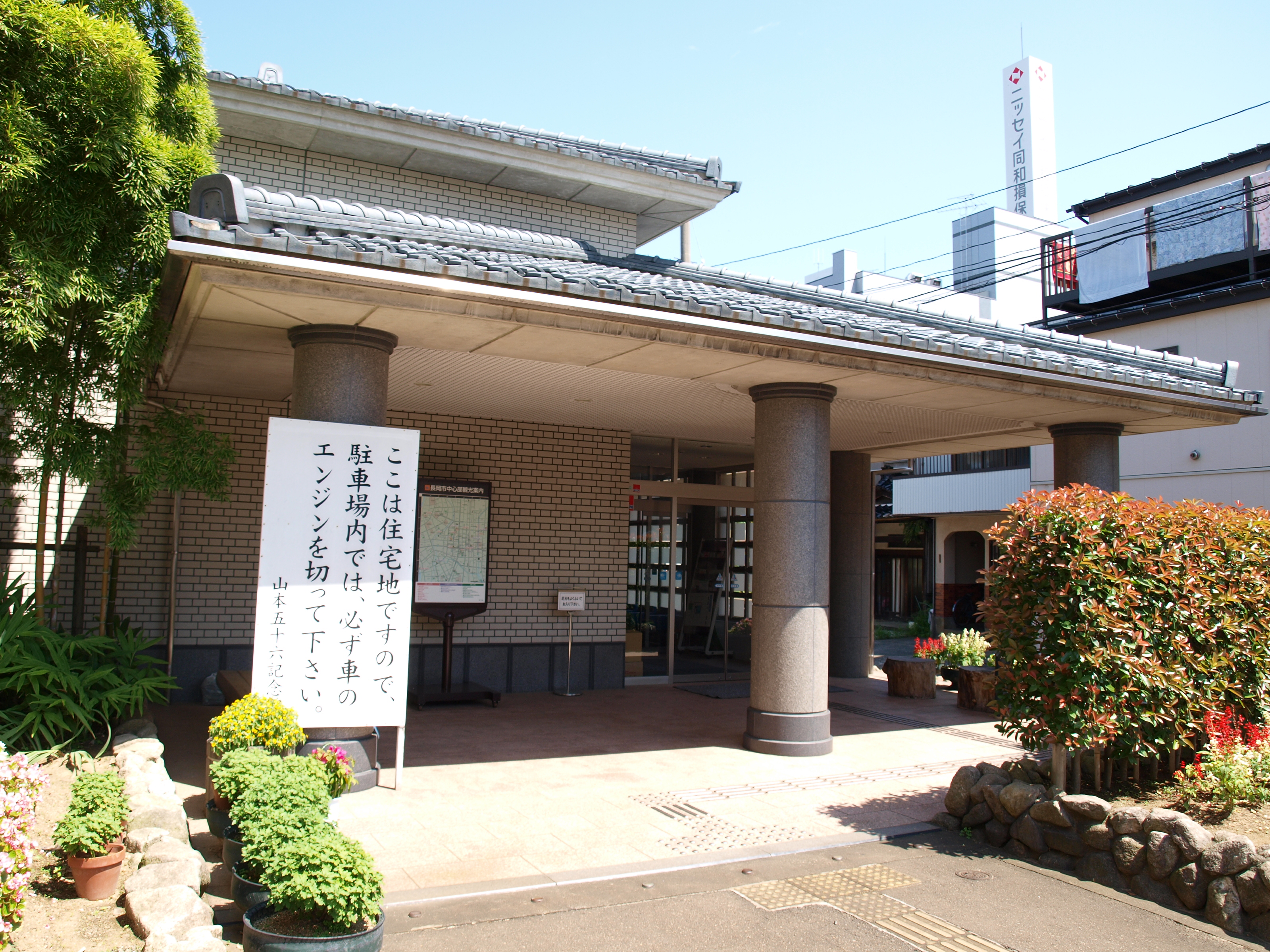
Мемориальный музей Ямамото Исороку в г. Нагаока

Японский спасательный отряд под командованием армейского инженера лейтенанта Хамасуны нашёл место крушения и тело адмирала Ямамото на следующий день в джунглях, к северу от бывшей австралийской береговой заставы Буин. По словам Хамасуны, Ямамото был выброшен из фюзеляжа самолёта под дерево, тело сидело прямо, пристёгнутое к сиденью, и рука в белой перчатке сжимала рукоятку его катаны. Хамасуна сказал, что опознать Ямамото было довольно легко, его голова была наклонена, как если бы он задумался. Аутопсия показала, что Ямамото получил два пулевых ранения, одно в заднюю часть левого плеча, а другое — в нижнюю часть нижней челюсти с выходным отверстием над правым глазом. Несмотря на все доказательства, вопрос о том, пережил ли адмирал крушение, стал предметом споров в Японии.
Это была самая длинная операция по воздушному перехвату за всю историю войны. В Японии она стала известна как «Военно-морской инцидент А» (海軍甲事件). Она подняла боевой дух в США и шокировала Японию, которая официально признала этот инцидент лишь 21 мая 1943 года. Чтобы не поставить японцев в известность о расшифровке их кода, американские газеты сообщили, что гражданские наблюдатели видели, как Ямамото садился на самолёт на Соломоновых островах. Имена американских пилотов также не были опубликованы — брат одного из них был в японском плену, и они опасались за его безопасность.
Капитан Ватанабе и его сопровождение кремировали останки Ямамото в Буине, пепел был возвращён в Токио на борту линкора «Мусаси» — последнего флагмана Ямамото. Ямамото был почётно похоронен 3 июня 1943 года и получил звание маршала флота и орден Хризантемы (первого класса) посмертно. Немецкое правительство также наградило его Рыцарским крестом Железного креста с дубовыми листьями и мечами. Часть его праха была погребена на общем кладбище Тама, а остаток — на его древнем семейном кладбище у храма Тёко-дзи в Нагаоке.

## Личная жизнь
В то время как военные деятели не хотели показаться «мягкими», Ямамото продолжал заниматься каллиграфией и писал стихи, которые критики называли «слишком монотонными». У него и его жены Рэйко было четверо детей: два сына и две дочери. Ямамото был очень азартным, он любил го, сёги, бильярд, бридж, маджонг, покер и другие игры, которые щекотали нервы и помогали умственной деятельности. Он часто шутил, что если бы он уехал в Монако и открыл своё собственное казино, то принёс бы императору больше пользы. Многие считали его обладающим даром провидца, настолько точно он предсказывал развитие событий.
Получив образование в США, Ямамото живо интересовался биографией знаменитых людей этой страны. В частности, он прочёл несколько биографий Линкольна и проникся глубоким уважением к его личности. Он говорил, что именно человеческое отношение к своим подчинённым, к простым людям, придавало ему величия. Ямамото прилежно отвечал на все полученные письма, даже от детей, пользуясь для этого китайской кисточкой, а не ручкой. До 1937 года Ямамото курил, но бросил с мотивировкой «до окончания китайского инцидента», и поскольку война в Китае не заканчивалась, не курил до самой смерти.
Ямамото имел рост 160 см, вес 56-58 кг; из-за полученного в Цусимском сражении ранения имел многочисленные шрамы в нижней части тела, поэтому из стеснения посещал бани в одиночестве, обычно уже ночью. Несмотря на популярность среди женщин, связанную с его должностью, остроумием и успехом в азартных играх, он оставался застенчивым. Адмирал проводил много времени в компании гейш, и в 1954 году его жена Рэйко сделала шумное заявление, что Ямамото был намного ближе к его любимой гейше Тиёко Каваи (яп. 河合千代子), чем к ней. После его смерти похоронная процессия прошла мимо дома Каваи, возможно, со скрытым умыслом. В 1954 году Тиёко решила опубликовать письма адмирала, многие сочли это неприличным; тем не менее, человеческие слабости адмирала (ставшего к тому времени легендой Японии) вызвали в основном сочувствие, а не критику. Несмотря на его азартность и увлечения гейшами, Ямамото обычно описывают как жёсткого трезвенника.

## Награды

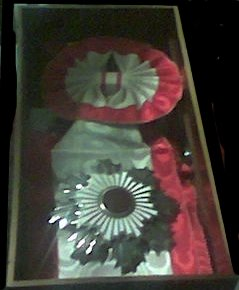
Орден Восходящего солнца

## В кино
- «Орёл Тихого океана»[англ.] — режиссёр Исиро Хонда (Япония, 1953); в роли адмирала Дэндзиро Окоти.
- «Адмирал Ямамото» — режиссёр Сейдзи Маруяма (Япония, 1968); в роли адмирала Тосиро Мифунэ.
- «Тора! Тора! Тора!» — режиссёры Ричард Флейшер, Киндзи Фукасаку (США-Япония, 1970); в роли адмирала Со Ямамура.
- «Мидуэй»[англ.] — режиссёр Джек Смайт (США, 1976); в роли адмирала Тосиро Мифунэ.
- «Императорский флот»[англ.] — режиссёр Сюэ Мацубаяси[англ.] (Япония, 1981); в роли адмирала Кэйдзю Кобаяси[англ.].
- «Пёрл-Харбор» — режиссёр Майкл Бэй (США, 2001); в роли адмирала Мако Ивамацу.
- «Атака на Пёрл-Харбор» — режиссёр Идзуру Нарусима (Япония, 2011); в роли адмирала Кодзи Якусё.
- «Мидуэй» — режиссёр Роланд Эммерих (США, 2019); в роли адмирала Этцуси Тоёкава[англ.].